# Ichneumon abieticola
Ichneumon abieticola là một loài tò vò trong họ Ichneumonidae.